# Versorgungsheim Alberschwende

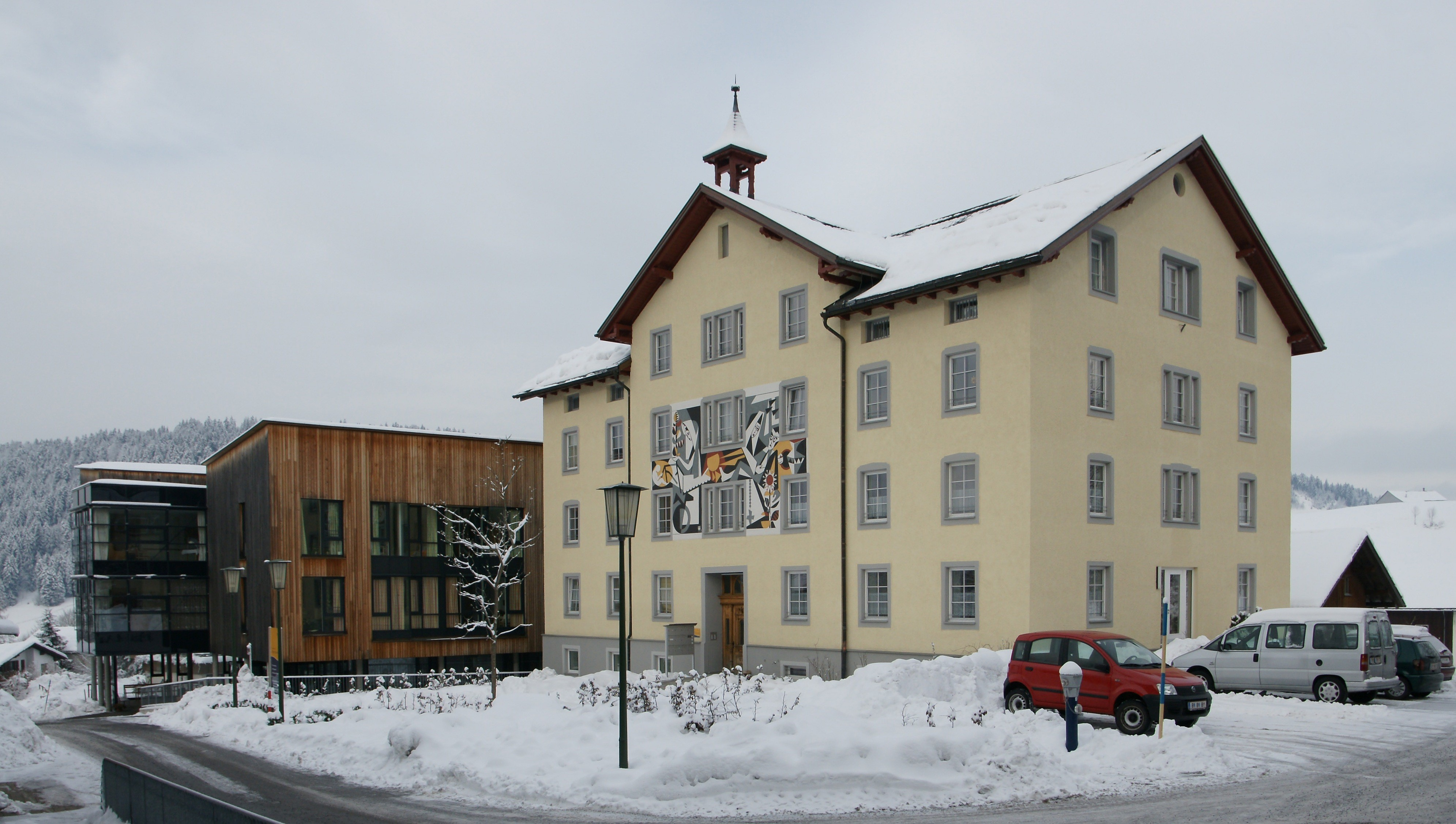
Versorgungshaus Alberschwende

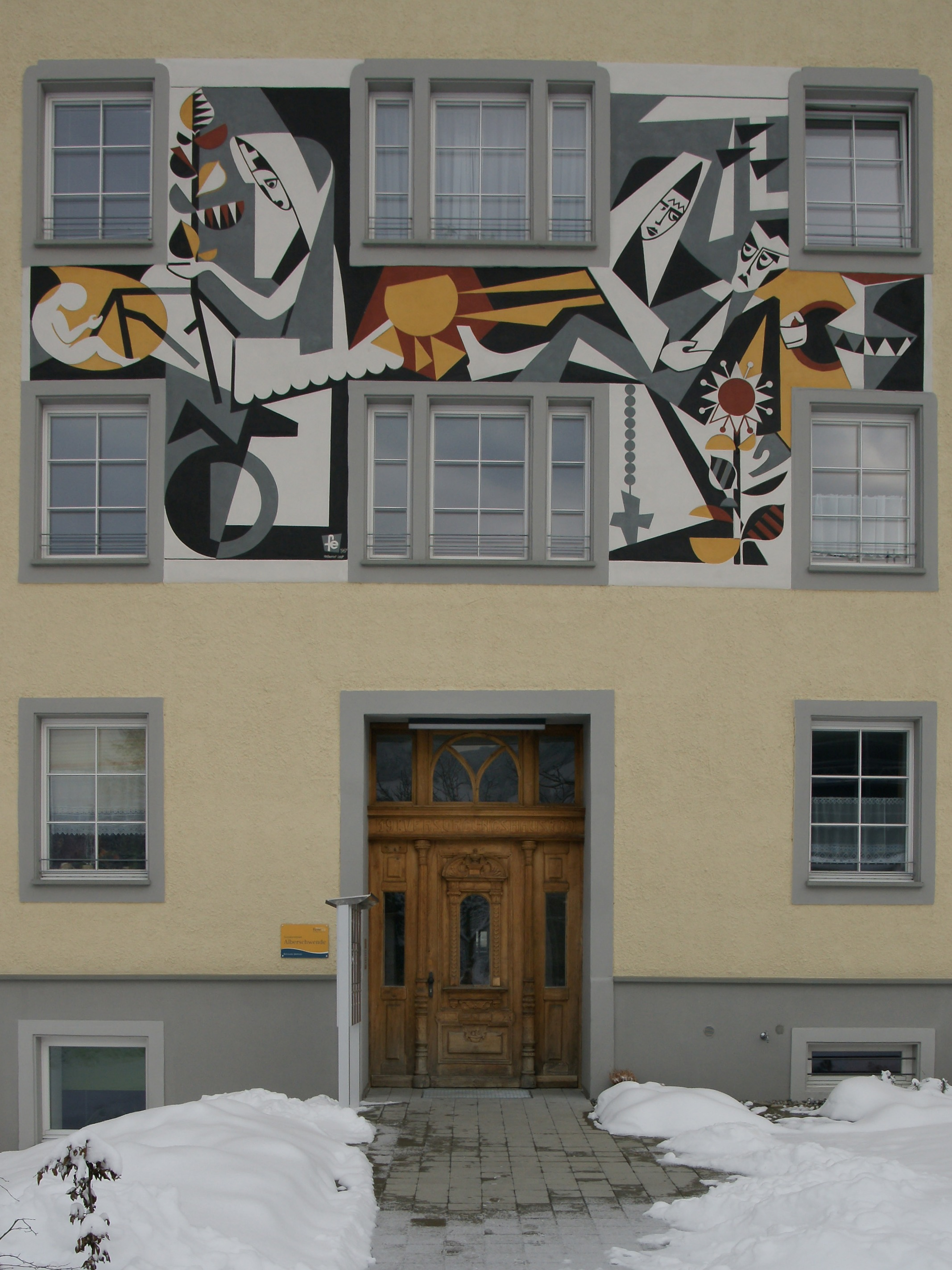
Eingangsbereich

Das Versorgungsheim Alberschwende, auch Sozialzentrum Alberschwende ist ein Altenheim und Zentrum für Betreutes Wohnen im Ortszentrum der Bregenzerwälder Gemeinde Alberschwende im Bezirk Bregenz in Vorarlberg. Die an der Adresse Hof 23 gelegenen Gebäude werden von der Gesellschaft „Benevit“ betrieben.

## Geschichte und Architektur
Der dreigeschoßige Bau wurde im Jahr 1909 errichtet. Der Rechteckbau ist sieben Fensterachsen breit, an der linken Seite wurde 1980 eine Fensterachse hinzugebaut. Das Gebäude hat einen dreiachsigen Mittelrisaliten und eine Giebelfassade. Das Sgraffito über dem Eingang stammt von Ewald Fetz aus dem Jahr 1967. Der moderne Anbau mit Holzfassade stammt aus den 2000er Jahren.

### Kapelle
Im vierten Geschoß des Mittelrisaliten befindet sich eine kleine Kapelle. Diese ist ein Rechteckraum mit Flachdecke über einer Hohlkehle. Das Deckengemälde zeigt Jesus als „Guten Hirten“ von Florin Scheel aus dem Jahr 1916. Es wurde 1981 von Ewald Fetz restauriert. In der Kapelle befindet sich eine Marienstatue aus dem 20. Jahrhundert von Hermann Nitsch. Außerdem hängt in der Kapelle ein Kruzifix aus dem 19. Jahrhundert.